# Willi Schur
Willi Schur (Breslávia, 22 de agosto de 1888 – Teltow, 1 de setembro de 1940) foi um músico e ator alemão. Ele atuou em aproximadamente que noventa longas-metragens em uma variedade de papéis de apoio.

## Filmografia selecionada
- 1931: Berlin – Alexanderplatz
- 1931: Der Hauptmann von Köpenick
- 1931: Wer nimmt die Liebe ernst…
- 1932: An heiligen Wassern
- 1939: Drunter und drüber
- 1940: Herz ohne Heimat
- 1940: Zwielicht
- 1940: Was wird hier gespielt?
- 1940: Tip auf Amalia